# Queens Park, Bournemouth
Queens Park är en park i Storbritannien.   Den ligger i riksdelen England, i den södra delen av landet, 150 km sydväst om huvudstaden London. Queens Park ligger 37 meter över havet.
Terrängen runt Queens Park är platt. Havet är nära Queens Park söderut.  Närmaste större samhälle är Bournemouth, 3,2 km sydväst om Queens Park. 